# Traité d'Ayllón
Le traité d'Ayllón est un traité de paix entre le royaume de Portugal et le royaume de Castille signé le 31 octobre 1411 à Ayllón (Ségovie), qui acceptait les conséquences de la bataille d'Aljubarrota. Il fut ratifié le 30 avril 1423.
Cette bataille d'Aljubarrota avait eu lieu le 14 août 1385, entre les troupes portugaises sous les ordres de Jean Ier de Portugal et de son connétable Nuno Álvares Pereira, et l'armée castillane de Jean Ier de Castille. La bataille s'était déroulée à São Jorge, près du village d'Aljubarrota, entre Leiria et Alcobaça, au centre du Portugal. La défaite castillane eut pour conséquences la fin de la crise portugaise de 1383-1385 et la consolidation sur le trône du Portugal de Jean Ier, fondateur de la dynastie d'Aviz. La paix définitive avec la Castille ne fut signée qu'en 1411 avec le traité d'Ayllon, sous le règne de Jean II de Castille, après l'attaque portugaise du territoire castillan et des batailles comme celle de Valverde (15 octobre 1385) qui vit la victoire de Nuno Alvares Pereira.